# Afromelittodes mimos
Afromelittodes mimos är en tvåvingeart som beskrevs av Jason Gilbert Hayden Londt 2003. Afromelittodes mimos ingår i släktet Afromelittodes och familjen rovflugor. Inga underarter finns listade i Catalogue of Life.